# Альдо Емінент
Альдо Емінент (фр. Aldo Eminente, 19 серпня 1931 — 25 серпня 2021) — французький плавець.
Призер Олімпійських Ігор 1952 року, учасник 1956 року.
Призер Чемпіонату Європи з водних видів спорту 1954 року.